# Tosirips magyarus
Tosirips magyarus is een vlinder uit de familie bladrollers (Tortricidae). De wetenschappelijke naam is voor het eerst geldig gepubliceerd in 1987 door Józef Razowski.
De soort komt voor in Europa. Het holotype is afkomstig uit Ineu (Hongaars: Borosjenő) in Roemenië en bevindt zich in de collectie van het instituut voor systematische en experimentele zoölogie van de Poolse Academie van Wetenschappen in Krakau. De soort is ook gevonden in Bulgarije en Servië.